# Volluniversität
Als Volluniversität (lat. universitas litterarum) bezeichnet man eine Hochschule, an der das Studium der grundlegendsten wissenschaftlichen Fachbereiche möglich ist. Klassischerweise wurden darunter also mindestens Geisteswissenschaften (einschließlich Philosophie/Theologie), Mathematik, Jura und Medizin verstanden. Seit der frühen Neuzeit ist dieses Repertoire durch die Naturwissenschaften, Ingenieurwissenschaften sowie Wirtschafts- und Sozialwissenschaften usw. ergänzt worden. Ist sie noch in der traditionellen Weise organisiert, verfügt sie über die entsprechenden Fakultäten. Eine Volluniversität besitzt in aller Regel das Recht, in all diesen Fächern Promotionen und Habilitationen durchzuführen. Aufgrund der Sonderentwicklung des deutschen Hochschulsystems mit der frühen Verselbständigung der Technischen Hochschulen (TH) schon in der zweiten Hälfte des 19. Jahrhunderts werden die Ingenieurwissenschaften in Deutschland nicht immer als konstitutiv für eine Volluniversität angesehen. Der Begriff ist damit allein über den Kanon der an einer Hochschule angebotenen Fächer definiert und sagt nichts über die Qualität in den einzelnen vorhandenen Fächer aus.
Die Volluniversität unterscheidet sich damit von solchen Hochschulen, die lediglich auf einen Ausschnitt an Fächern spezialisiert sind (zum Beispiel Medizinische Hochschulen, Pädagogische Hochschulen, Kunsthochschulen, Technische Universitäten usw.).

## Deutschland
Besonders die vielen in den Sechziger- und Siebzigerjahren neu gegründeten Universitäten strebten lange Zeit fast alle danach, „Volluniversitäten“ zu werden, um als den Traditionsuniversitäten gleichwertig angesehen zu werden. Tatsächlich sind aber viele der Traditionsuniversitäten gar keine Volluniversitäten im Sinne der Definition (mehr), da ihnen ein Teil der Fächer fehlt.
Während es nach der „strengen“ Definition, die auch technische Fächer erfordert, nur noch sechs Volluniversitäten gibt, existieren nach der Begriffsauslegung ohne zwingende ingenieurswissenschaftliche Fakultät unter anderem folgende Volluniversitäten (inklusive entsprechender Technischer Universitäten) in Deutschland:
Baden-Württemberg
- Albert-Ludwigs-Universität Freiburg (inkl. Technischer Fakultät, diese umfasst aber nur Informatik, Mikrosystemtechnik sowie Embedded und Sustainable Systems und nicht die klassischen Ingenieurwissenschaften)
- Ruprecht-Karls-Universität Heidelberg (inkl. zum Oktober 2021 neu gegründeter Ingenieurwissenschaftlicher Fakultät, diese umfasst aber nur Technische Informatik, Molekulare Biotechnologie, Pharmazie und Matter to Life und nicht die klassischen Ingenieurwissenschaften)
- Eberhard Karls Universität Tübingen

Bayern
- Friedrich-Alexander-Universität Erlangen-Nürnberg (inkl. Technischer Fakultät)
- Ludwig-Maximilians-Universität München
- Universität Regensburg
- Julius-Maximilians-Universität Würzburg
- Universität Augsburg

Berlin
- Freie Universität Berlin
- Humboldt-Universität zu Berlin

Hamburg
- Universität Hamburg

Hessen
- Goethe-Universität Frankfurt am Main
- Justus-Liebig-Universität Gießen
- Philipps-Universität Marburg

Mecklenburg-Vorpommern
- Universität Greifswald – kleinste Volluniversität Deutschlands[1]
- Universität Rostock (inkl. technischer Fakultäten)

Niedersachsen
- Georg-August-Universität Göttingen
- Gottfried Wilhelm Leibniz Universität Hannover (inkl. technischer Fakultäten, aber keine Medizin)
- Carl von Ossietzky Universität Oldenburg (kein juristischer Studiengang)

Nordrhein-Westfalen
- Ruhr-Universität Bochum (inkl. technischer Fakultäten)
- Rheinische Friedrich-Wilhelms-Universität Bonn
- Heinrich-Heine-Universität Düsseldorf (keine Theologie)
- Universität Duisburg-Essen (inkl. Fakultät für Ingenieurwissenschaften, aber kein juristischer Studiengang)
- Universität zu Köln
- Universität Münster
- Universität Bielefeld (inkl. Technischer Fakultät)

Rheinland-Pfalz
- Johannes Gutenberg-Universität Mainz

Saarland
- Universität des Saarlandes Saarbrücken (inkl. einiger technischer Fächer in der Naturwissenschaftlich-Technischen Fakultät)

Sachsen
- Technische Universität Dresden (kein klassisches Jurastudium)
- Universität Leipzig

Sachsen-Anhalt
- Martin-Luther-Universität Halle-Wittenberg (bis 2006 inkl. Fakultät für Ingenieurwissenschaften)

Schleswig-Holstein
- Christian-Albrechts-Universität zu Kiel (inkl. Technischer Fakultät)

Thüringen
- Friedrich-Schiller-Universität Jena

## Österreich
In Österreich waren bis Ende 2003 die Universitäten in Wien, Innsbruck und Graz klassische Volluniversitäten (teils mit Schwerpunktsetzungen, Wien etwa mit nur schmaler technischer Sparte). Dann wurden per Gesetz die medizinischen Fakultäten bundesweit als eigene Universitäten ausgelagert, dennoch werden diese drei Universitäten weiterhin als Volluniversitäten betrachtet.

## Schweiz
- Universität Basel
- Universität Bern
- Université de Fribourg
- Université de Genève
- Université de Lausanne
- Université de Neuchâtel
- Universität Zürich

## Luxemburg
- Universität Luxemburg (keine Theologie)

## Anmerkung
1. ↑  Hier gezählt: Erlangen-Nürnberg, Rostock, Bochum, Saarland, Dresden, Kiel. Die genaue Abgrenzung hängt davon ab, welche Breite der technischen Fächer gefordert wird.